# Тезампанел
Тезампанел (LY-293,55) — лікарський засіб, розроблений фармацевтичною компанією Eli Lilly. Механізм дії полягає в антагонізмі ефектів АМРА- та каїнатних рецепторів, з більш високою афінністю до субодиниці GluR5 каїнатного рецептора. Препарату притаманна нейропротекторна та антиконвульсантна дія. Механізм нейропротекторного впливу на ЦНС полягає, щонайменше частково, в блокуванні транспорту кальцію всередину нейронів.
Тезампанел має також значну кількість ефектів, потенційно придатних як для терапевтичного використання, так і для використання в наукових дослідженнях. Він полегшує абстинентний синдром від морфіну та інших опіоїдів, а також істотно гальмує розвиток звикання до них. Окрім того, тезампанел виявляє антигіперанальгетичні та анальгетичні ефекти. Окрім того, при дослідах на тваринах дана речовина показала анксіолітичні властивості, в результаті чого була рекомендована для використання як анксіолітик для людей.